# スヴェン・ベルクヴィスト
スヴェン・ベルクヴィスト（Sven Bergqvist, 1914年8月20日 - 1966年12月16日）は、スウェーデン出身のサッカー選手、アイスホッケー選手。ポジションはサッカーではゴールキーパーを、アイスホッケーではディフェンスを務めた。

## 経歴

### サッカー
サッカー選手としては1932年から1946年までハンマルビーIFに在籍した。サッカースウェーデン代表としては1935年6月30日に行われたドイツ代表戦（3-1でスウェーデンの勝利）で代表デビューをすると、1936年にドイツで開催されたベルリンオリンピックに出場し1943年に代表を退くまで国際Aマッチ35試合に出場した。選手時代にはフランスのラシン・パリからオファーを受けたが、固辞しアマチュア選手としてプレーを続けた。

### アイスホッケー
アイスホッケー選手としては、サッカー選手と同じく1932年にハンマルビーIFでデビューをし、1946年まで在籍した。ポジションはディフェンスを務め、5度のスウェーデン選手権優勝（1933年、1937年、1942年、 1943年、1945年）に貢献した。スウェーデン代表としては、1936年のガルミッシュ＝パルテンキルヒェンオリンピックに出場するなど55試合に出場した。

### その他の競技
ベルクヴィストはサッカーやアイスホッケー以外にもバンディの選手として4シーズンに渡ってトップリーグでプレーをした。この他にも卓球の選手として2部リーグでプレーし、ハンドボールやボウリングの選手としても活躍をした。

### 引退後
引退後はサッカー指導者となり1946年から1948年まで古巣のハンマルビーIF監督を務めたが、1948年にはアイスホッケーの代表監督としてサンモリッツオリンピックに出場した。
1955年12月3日に交通事故に遭い車椅子生活を余儀なくされたが、障害者競技のアーチェリー選手に転向すると、パラリンピックのスウェーデン代表に選出された。
1966年に死去、52歳没。1999年に生前のアイスホッケーの分野での活躍が認められホッケーの殿堂入りを果たした。